# Pável Ágoston
Pável Ágoston (Vashidegkút, 1886. augusztus 28. k. – Szombathely, 1946. január 2.) nyelvész, néprajzkutató, költő.

Vas vármegye szellemi életének egyik legkiemelkedőbb alakja és az egyik leghíresebb szlovén Magyarországon.

## Élete
Vend (szlovén) családban született, a vend nyelv volt az anyanyelve. Származását a későbbiekben sem tagadta meg, mindig büszkén vállalta kettős (szlovén és magyar) identitását. Illyés Gyulát idézve Pável Ágoston „két nép hű fia”.
Édesapja Pável Iván szintén vashidegkúti születésű volt, míg édesanyja Sűrűházról származott.
Szentgotthárdon a Vörösmarty Mihály Gimnáziumban kezdi meg gimnáziumi tanulmányait, de mivel akkor még Szentgotthárdon csak négy évig lehetett gimnáziumba járni, Szombathelyen érettségizett le a Premontrei Gimnáziumban. 1905-ben a Pázmány Péter Tudományegyetem magyar–latin szakára iratkozott be, de már itt is erősen foglalkoztatta a szláv filológia. Már ekkor sok helyen jelentek meg nyelvészeti témájú írásai, illetve szépirodalmi fordításai.
1911-ben diplomázott le, 1913-ban doktori címet szerzett Budapesten. Először Tordán tanít, majd Dombóváron, végül 1920-ban visszakerül Szombathelyre, és az Állami Leánygimnázium tanára lett.
1914-ben megnősült. Egy fia és egy lánya született. Lánya, Simonné Pável Judit édesapja emlékének őrzésében elévülhetetlen érdemeket szerzett.
1924-től haláláig a szombathelyi múzeum könyvtárának őre. Tevékenysége alatt kategorizálták a könyveket, és folyamatosan bővült a gyűjtemény (később ebből az állományból lett az önálló szombathelyi könyvtár).
Az 1933-ban megalakult a Vas-vármegyei Múzeumok Barátainak Egyesülete elsősorban Pávelnek köszönheti a létrejöttét. Ugyanebben az évben az egyesület életre hívta a Vasi Szemle című folyóiratot, melynek Pável lett a főszerkesztője. Ő rendezte sajtó alá a Dunántúli Szemle Könyvei köteteit.
1941-ben a szegedi egyetemen a délszláv nyelv és irodalom magántanárává képesítették. Tanítványai közé tartozott többek között Szent-Györgyi Albert is. A Nobel-díjas tudós évekkel később is meleg szívvel emlékezett Pável tanár úrra.
Fiatalon, 1946. január 2-án hunyt el.
A szombathelyi Szent Quirin templomban nyugszik, sírhelyét a Nemzeti Emlékhely és Kegyeleti Bizottság „A” kategóriában a Nemzeti Sírkert részévé nyilvánította.
Emlékét Szombathelyen és Vashidegkúton szobor, Szentgotthárdon a róla elnevezett városi múzeum őrzi. Szombathely egyetemi kollégiumai is az ő nevét viselik.
2011-ben a vashidegkúti/cankovai általános iskola felveszi Pável Ágoston nevét.

## Irodalmi munkássága
Első irodalmi próbálkozásait szülőfaluja Bimbófüzés című lapja közli. Az 1930-as években két verseskötete is megjelent: Vak völgy ölén így zsolozsmázok; Felgyújtott erdő.  Bár nem tartozik a legjelentősebb magyar költők közé, lírája figyelemre méltó, és nem csak a szűkebb hazájában élő magyarok, illetve szlovének figyelnek rá, hanem Szlovéniában is, de még az Ausztriában élő szlovén nemzetiségűek is. Ennek ékes bizonyítéka az osztrák Pável Ágoston Ház (Pavelhaus) által 2006-ban kiadott háromnyelvű (magyar, szlovén, német) válogatáskötet (Dermesztő századom, Mein froststarrendes Jahrhundert).
Lírájánál talán még jelentősebb fordítói munkássága. Többek között általa ismert hazánkban Ivan Cankar, a szlovén regényíró.
Költészetén és fordításain túl is sokat tett a magyar irodalomért. A Faludi Ferenc Irodalmi Társaság alelnökeként a korabeli szellemi élet szinte minden meghatározó tagjával megismerkedett. Mentorként segítette többek irodalmi elindulását. Leghíresebb ezek közül Weöres Sándor (aki egy időben kosztos diák volt Páveléknél), és Gazdag Erzsi.

## Néprajzi munkássága
1928 és 1942 között a szombathelyi múzeum néprajzi tárát vezette. Tagja volt a Magyar Néprajzi Társaságnak.
Mint kutató elsősorban a vend nép életével foglalkozott, illetve a vendek és a magyarok kulturális kapcsolatai foglalkoztatták.
Az Őrség néprajzi feltárásában is jelentős szerepet vállalt.
Pável Ágoston elsőként igazolja hitelesen, hogy a magyarországi vendek (szlovénok) effektíven is szlovén népcsoport, amit az akkori irredenta történelem- és nyelvtudomány tagadott, a trianoni béke azon felülvizsgálására, hogy a Muravidék visszakerüljön Magyarországhoz.

## Tudományos munkáiból
- A vashidegkúti szlovén nyelvjárás hangtana, 1909
- Nyílt tűzhelyű konyhák a hazai szlovénoknál, 1936
- Rigászás a Vendvidéken és az Őrségben, 1942
- Vend nyelvtan, 1942 (nyomtatásban megjelent 2013-ban)
- Pável Ágoston válogatott tanulmányai és cikkei (Szombathely, 1976).

## Önálló kötetként megjelent szépirodalmi alkotásai
- Vak völgy ölén így zsolozmázok (versek), 1933
- Felgyújtott erdő (versek), 1936
- Pável Ágoston válogatott műfordításai és versei, 1976
- Mein froststarrendes Jahrhundert, Eine Auswahl an Gedichten von August Pavel in ungarischer, slowenischer und deutscher Sprache, 2006